# 텍스트 상자

문자열을 넣는 상자

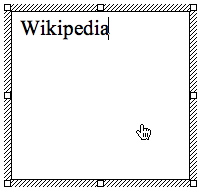
워드 프로세서에 있는 텍스트 상자.

텍스트 상자 또는 텍스트 박스(text box)는 그래픽 사용자 인터페이스 (GUI)의 일반적인 요소이며 GUI를 프로그래밍할 때 쓰이는 GUI 위젯이기도 하다. 텍스트 상자는 사용자가 입력한 문자 정보를 받아 프로그램이 쓸 수 있게 한다.
일반적인 텍스트 상자는 크기가 정해지지 않은 직사각형이며 텍스트 상자와 인터페이스의 여백을 구분하는 테두리가 있다. 텍스트 상자는 스크롤바가 한 두 개 정도 있을 수 있다. 처음 표시할 때에는 빈칸이나 기본값으로 제공한다.

## 같이 보기
- 커서